# Thor Munkager
Thor Munkager (født 31. marts 1951 i Frederiksberg, død 5. december 2017) var en dansk håndboldspiller og -træner, der som aktiv blandt andet var en del af det danske landshold ved OL i 1972 og 1976. Munkager var stregspiller.

## Karriere

### Spiller
Han spillede håndbold for Helsingør IF, hvor han spillede sammen med blandt andet Torben Winther. I 1972 var han med på Danmarks håndboldlandshold, som endte på en trettendeplads under OL 1972. Han spillede i to kampe og scorede tre mål. Fire år senere kom han på en ottendeplads med de danske hold under Sommer-OL 1976. Her spillede han spillede i fire kampe. Han var også med på landsholdet, der blev nummer fire ved VM i 1978, hvor han blev kåret som turneringens bedste stregspiller. Samlet spillede han 103 landskampe 
På klubplan var Munkager med til at vinde tre DM-sølv og to DM-bronze med Helsingør.

### Træner
Efter afslutningen af den aktive karriere var Thor Munkager træner i flere klubber, Helsingør IF, HIK og AB hos herrerne og Helsingør IF og FIF hos kvinderne. Han var med til at sikre DM-guld for begge kvindeholdene.
Han var assistenttræner for det danske landshold under cheftræner Torben Winther i begyndelsen af 2000'erne.
Senere fungerede han i DHF som uddannelsesvejleder for unge spillere.

## Privatliv
Thor Munkager var gift med håndboldspilleren Annette Hansen og havde to børn. Lisa Riiser skrev i 2003 bogen Thors afdeling, hvori Munkager fortæller om de redskaber, han brugte i sit trænerarbejde.